# Blauvelt
Blauvelt és una concentració de població designada pel cens dels Estats Units a l'estat de Nova York. Segons el cens del 2000 tenia 5.207 habitants.

## Demografia
Segons el cens del 2000, Blauvelt tenia 5.207 habitants, 1.564 habitatges, i 1.313 famílies. La densitat de població era de 441,9 habitants per km².
Dels 1.564 habitatges en un 38,7% hi vivien nens de menys de 18 anys, en un 71,9% hi vivien parelles casades, en un 8,8% dones solteres, i en un 16% no eren unitats familiars. En el 13,6% dels habitatges hi vivien persones soles el 8,2% de les quals corresponia a persones de 65 anys o més que vivien soles. El nombre mitjà de persones vivint en cada habitatge era de 3,08 i el nombre mitjà de persones que vivien en cada família era de 3,4.
Per edats la població es repartia de la següent manera: un 25,6% tenia menys de 18 anys, un 9,8% entre 18 i 24, un 25,9% entre 25 i 44, un 22,2% de 45 a 60 i un 16,6% 65 anys o més.
L'edat mediana era de 38 anys. Per cada 100 dones de 18 o més anys hi havia 88,7 homes.
La renda mediana per habitatge era de 87.071 $ i la renda mediana per família de 94.944 $. Els homes tenien una renda mediana de 59.125 $ mentre que les dones 40.096 $. La renda per capita de la població era de 34.211 $. Entorn de l'1,9% de les famílies i el 3,5% de la població estaven per davall del llindar de pobresa.